# 17458 Dick
17458 Dick è un asteroide della fascia principale. Scoperto nel 1990, presenta un'orbita caratterizzata da un semiasse maggiore pari a 3,0034330 UA e da un'eccentricità di 0,1054267, inclinata di 1,43117° rispetto all'eclittica.